# Drakconf

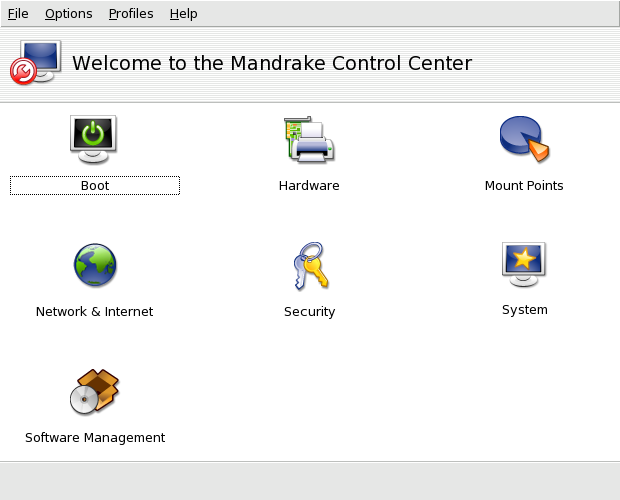
Hình chụp các thể loại của drakconf 10.0

drakconf, hay còn gọi là Mandrake Control Center, là một chương trình máy tính viết bằng Perl để cấu hình Mandriva Linux, một bản phân phối Linux. Nó được bảo hộ bằng giấy phép nguồn mở GNU General Public License.
Chương trình này là một phần của bộ công cụ drakxtools và được thiết kế đặc biệt cho bản phân phối Linux này để chạy dưới dạng dòng lệnh hoặc môi trường hệ thống X Window. Vì mã nguồn được công bố, nên nó có thể dùng cho các bản phân phối khác. Công cụ này là một tính năng chốt yếu trong Mandriva Linux bởi vì nó đặt rất nhiều công cụ vào một chỗ, và như vậy newbie sẽ cấu hình hệ thống của họ dễ dàng hơn là thay đổi cấu hình trong những tệp văn bản thô.

## Dẫn chứng
- Online Help of the Program by the Mandrake Documentation Team
- Mandriva Control Center on Mandriva Wiki Lưu trữ ngày 13 tháng 7 năm 2007 tại Wayback Machine